# Grzegorz Balcerek

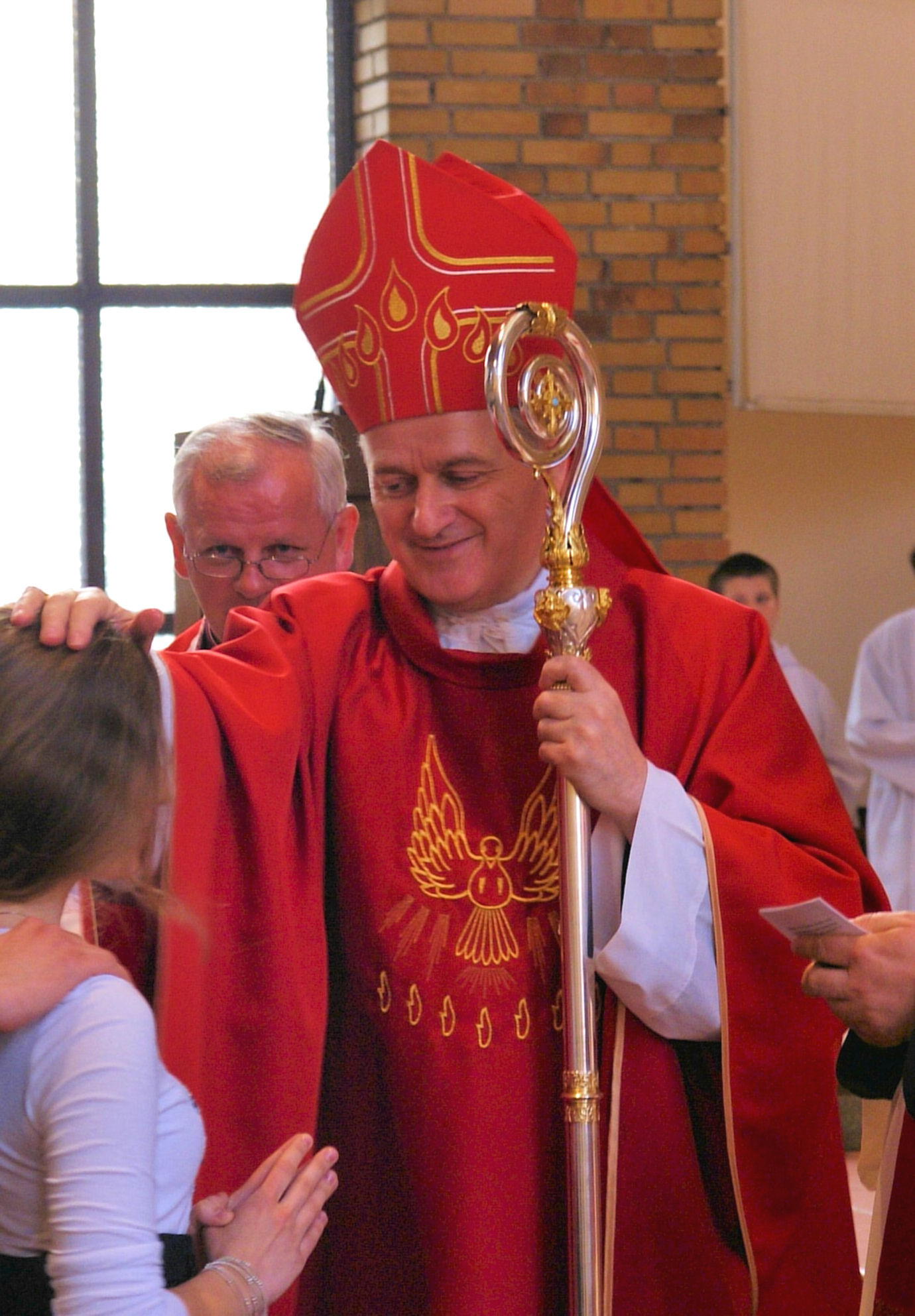
Grzegorz Balcerek (2009)

Bischofswappen von Grzegorz Balcerek

Grzegorz Balcerek (* 13. Februar 1954 in Grodzisk Wielkopolski) ist ein polnischer römisch-katholischer Geistlicher und Weihbischof in Posen.

## Leben
Grzegorz Balcerek wurde als Sohn eines Buchhalters und einer Kindergärtnerin in Grodzisk Wielkopolski geboren und am 28. Februar 1954 in der Pfarrkirche St. Peter und Paul in Ptaszkowo getauft. Bis zum Alter von neun Jahren wuchs er in Woźniki auf. Er besuchte zuerst die Grundschule Nr. 60 in Naramowice und von 1969 bis 1973 das Gymnasium Nr. 9 in Posen. Von 1973 bis 1978 studierte er Philosophie und Katholische Theologie am erzbischöflichen Priesterseminar und an der Päpstlichen Theologischen Fakultät in Posen. Dort erlangte er einen Magister Theologiae. Am 24. Mai 1979 empfing er durch den Erzbischof von Posen, Jerzy Stroba, das Sakrament der Priesterweihe für das Erzbistum Posen.
Balcerek war nach der Priesterweihe zunächst als Pfarrvikar der Pfarrei Unsere Liebe Frau Hilfe der Christen in Swarzędz tätig. Daneben erwarb er 1982 nach weiterführenden an der Päpstlichen Theologischen Fakultät in Posen ein Lizenziat im Fach Katholische Theologie und wurde dort 1993 zum Doktor der Theologie promoviert. Von 1983 bis 1986 war er Pfarrvikar der Pfarrei Göttliche Barmherzigkeit in Posen, bevor er mit der Koordination des Baus der Kirche Mutter des Erlösers in der Siedlung Bolesława Chrobrego in Posen beauftragt wurde und 1987 deren erster Rektor wurde. Ab 1989 wirkte Balcerek als Pfarrer der Pfarrei St. Stanislaus Kostka in Posen. Dort organisierte er Unterstützung für Bedürftige und gründete einen Kindergarten und ein Zentrum für Kinder und Jugendliche. Zudem lehrte er ab 1993 Religionssoziologie und Christliche Soziallehre an der Päpstlichen Theologischen Fakultät in Posen. 1992 wurde er zusätzlich Domherr am Posener Dom und 1998 auch Bischofsvikar für die Pastoral im Krankendienst. Darüber hinaus gehörte er dem Bischofsrat des Erzbistums Posen an. 1997 koordinierte er die Hilfsmaßnahmen des Erzbistums Posen für die von einem Hochwasser in Niederschlesien Betroffenen.
Papst Johannes Paul II. ernannte ihn am 24. April 1999 zum Titularbischof von Selendeta und zum Weihbischof in Posen. Die Bischofsweihe spendete ihm der Erzbischof von Posen, Juliusz Paetz, am 13. Mai desselben Jahres im Posener Dom; Mitkonsekratoren waren Stanisław Napierała, Bischof von Kalisz, und Zdzisław Fortuniak, Weihbischof in Posen. Balcerek wählte den Wahlspruch In Spiritu humilitatis („Im Geist der Demut“). Sein Wappen zeigt auf blauem Grund das Kreuz und die Initiale M, die für die Gottesmutter Maria steht. Als Weihbischof ist Balcerek Generalvikar des Erzbistums Posen. Seit 2001 leitet er auch die Abteilung für Familienpastoral und die Abteilung für Katechese. Außerdem ist er seit 2003 Vorsitzender des Rates für die Priesterausbildung und des Sekretariats des Diözesanpastoralrats. Darüber hinaus wurde er im selben Jahr Dompropst des Posener Doms. In der Polnischen Bischofskonferenz fungierte Balcerek zeitweise zusätzlich als Delegierter für die Ministranten und als Vorsitzender der Kommission für die Caritas. Zudem gehörte er der Seelsorgekommission der Bischofskonferenz an.
2018 verlieh ihm seine Heimatstadt Grodzisk Wielkopolski die Ehrenbürgerwürde.

## Schriften
- Służba miłosierdzia: fundament eklezjologii praktycznej. In: Mirosław Mróz (Hrsg.): Źródła duchowości Europy świe̜ta Elżbieta – świadectwo miłości miłosiernej. Wydawn. Naukowe Uniw. Mikołaja Kopernika, Toruń 2008, OCLC 1142824106, S. 373–377.
- Sposoby celebracji liturgii godzin. In: Helmut Jan Sobeczko (Hrsg.): Mirabile Laudis Canticum. Liturgia Godzin: dzieje i teologia. Księga pamiątkowa dedykowana księdzu biskupowi Stefanowi Cichemu biskupowi legnickiemu, przewodniczącemu Komisji do Spraw Kultu Bożego i Dyscypliny Sakramentów Episkopatu Polski (= Opolska Biblioteka Teologiczna. Band 104). Redakcja Wydawnictw Wydziału Teologicznego Uniwersytetu Opolskiego, Oppeln 2008, OCLC 1423943057, S. 397–400.
- By nie zabrakło miłości: piętnaście lat Szkolnych Kół Caritas. Fundacja Pro Caritate, Warschau 2011, ISBN 978-83-62548-20-0.